# 벡키 샤프
벡키 샤프(Becky Sharp)는 미국에서 제작된 루벤 마모울리언 감독의 1935년 영화이다. 미리암 홉킨스 등이 주연으로 출연하였고 케네스 맥고완 등이 제작에 참여하였다.
이 영화는 동명의 1899년 희곡에 기반을 둔다. 또 이 희곡은 윌리엄 메이크피스 새커리의 1848년 소설 《허영의 도시》에 기반을 둔다.

## 출연

### 주연
- 미리암 홉킨스
- 프란세스 디

### 조연
- 세드릭 하드윅
- 빌리 버크
- 알리슨 스킵워스
- 나이젤 브루스
- 앨런 모우브레이
- 윌리엄 스택
- 도리스 로이드
- 레오나드 머디
- 메이 베티
- 찰스 콜맨
- 폴린 가론
- 템프 피곳
- 올라프 하이튼
- 콜린 테이플리
- 오톨라 네스미스

## 제작진
- 원작자: 윌리엄 마이크 피스 새커리